# Australia na Zimowej Uniwersjadzie 2013
Australia na Zimowej Uniwersjadzie 2013 reprezentowana była przez 21 sportowców.

## Medale
| Medal | Zawodnik        | Dyscyplina | Konkurencja    | Data       |
| ----- | --------------- | ---------- | -------------- | ---------- |
| Brąz  | Alexei Almoukov | biathlon   | bieg pościgowy | 16 grudnia |

## Reprezentanci

### Biathlon

#### Mężczyźni
- Alexei Almoukov
- Hamish McLean
- Daniel Walker

| Konkurencja       | Zawodnik        | Czas      | Miejsce |
| ----------------- | --------------- | --------- | ------- |
| Sprint            | Alexei Almoukov | 25:57,2   | 7.      |
| Sprint            | Hamish McLean   | 38:15,4   | 67.     |
| Sprint            | Daniel Walker   | 30:17,7   | 52.     |
| Bieg indywidualny | Alexei Almoukov | 55:08,7   | 10.     |
| Bieg indywidualny | Hamish McLean   | 1:17:26,9 | 60.     |
| Bieg indywidualny | Daniel Walker   | 1:02:31,1 | 45.     |
| Bieg pościgowy    | Alexei Almoukov | 36:10,7   | brąz    |
| Bieg pościgowy    | Daniel Walker   | LAP       | –       |
| Bieg masowy       | Alexei Almoukov | 40:56,6   | 15.     |

#### Kobiety
- Lucy Glanville

| Konkurencja       | Zawodniczka    | Czas    | Miejsce |
| ----------------- | -------------- | ------- | ------- |
| Sprint            | Lucy Glanville | 27:46,0 | 33.     |
| Bieg indywidualny | Lucy Glanville | 54:25,0 | 24.     |
| Bieg pościgowy    | Lucy Glanville | 44:06,7 | 33.     |
| Bieg masowy       | Lucy Glanville | DNF     | –       |

### Biegi narciarskie

#### Mężczyźni
- Phillip Bellingham
- Jackson Bursill
- Paul Kovacs
- Nick Montgomery
- Callum Watson

| Konkurencja       | Zawodnik                                                     | Kwalifikacje | Kwalifikacje | Ćwierćfinały | Ćwierćfinały | Półfinały | Półfinały | Finały    | Finały  |
| Konkurencja       | Zawodnik                                                     | Czas         | Miejsce      | Czas         | Miejsce      | Czas      | Miejsce   | Czas      | Miejsce |
| ----------------- | ------------------------------------------------------------ | ------------ | ------------ | ------------ | ------------ | --------- | --------- | --------- | ------- |
| Sprint            | Jackson Bursill                                              | 4:11,17      | 86.          | NQ           | NQ           | NQ        | NQ        | NQ        | 86.     |
| Sprint            | Nick Montgomery                                              | 4:08,55      | 83.          | NQ           | NQ           | NQ        | NQ        | NQ        | 83.     |
| Bieg łączony      | Jackson Bursill                                              | —            | —            | —            | —            | —         | —         | 46:20,8   | 76.     |
| Bieg łączony      | Nick Montgomery                                              | —            | —            | —            | —            | —         | —         | 45:54,3   | 74.     |
| Bieg indywidualny | Phillip Bellingham                                           | —            | —            | —            | —            | —         | —         | 25:37,4   | 42.     |
| Bieg indywidualny | Jackson Bursill                                              | —            | —            | —            | —            | —         | —         | 27:54,9   | 95.     |
| Bieg indywidualny | Paul Kovacs                                                  | —            | —            | —            | —            | —         | —         | 26:31,0   | 73.     |
| Bieg indywidualny | Nick Montgomery                                              | —            | —            | —            | —            | —         | —         | 27:38,7   | 93.     |
| Bieg indywidualny | Callum Watson                                                | —            | —            | —            | —            | —         | —         | 25:42,4   | 48.     |
| Bieg masowy       | Phillip Bellingham                                           | —            | —            | —            | —            | —         | —         | 1:27:43,4 | 23.     |
| Bieg masowy       | Paul Kovacs                                                  | —            | —            | —            | —            | —         | —         | 1:36:03,9 | 56.     |
| Bieg masowy       | Callum Watson                                                | —            | —            | —            | —            | —         | —         | DNF       | –       |
| Sztafeta          | Phillip Bellingham Callum Watson Nick Montgomery Paul Kovacs | —            | —            | —            | —            | —         | —         | 1:51:56,6 | 15.     |

#### Kobiety
- Ellie Phillips
- Ashleigh Spittle
- Casey Wright

| Konkurencja       | Zawodniczka                                  | Kwalifikacje | Kwalifikacje | Ćwierćfinały | Ćwierćfinały | Półfinały | Półfinały | Finały  | Finały  |
| Konkurencja       | Zawodniczka                                  | Czas         | Miejsce      | Czas         | Miejsce      | Czas      | Miejsce   | Czas    | Miejsce |
| ----------------- | -------------------------------------------- | ------------ | ------------ | ------------ | ------------ | --------- | --------- | ------- | ------- |
| Sprint            | Ellie Phillips                               | 4:09,73      | 68.          | NQ           | NQ           | NQ        | NQ        | NQ      | 68.     |
| Sprint            | Ashleigh Spittle                             | 4:08,62      | 67.          | NQ           | NQ           | NQ        | NQ        | NQ      | 67.     |
| Sprint            | Casey Wright                                 | 3:53,42      | 58.          | NQ           | NQ           | NQ        | NQ        | NQ      | 58.     |
| Bieg łączony      | Ellie Phillips                               | —            | —            | —            | —            | —         | —         | 36:26,9 | 66.     |
| Bieg łączony      | Ashleigh Spittle                             | —            | —            | —            | —            | —         | —         | 36:13,4 | 65.     |
| Bieg łączony      | Casey Wright                                 | —            | —            | —            | —            | —         | —         | 33:34,8 | 54.     |
| Bieg indywidualny | Ellie Phillips                               | —            | —            | —            | —            | —         | —         | 16:20,2 | 78.     |
| Bieg indywidualny | Ashleigh Spittle                             | —            | —            | —            | —            | —         | —         | 16:09,5 | 77.     |
| Bieg indywidualny | Casey Wright                                 | —            | —            | —            | —            | —         | —         | 14:57,3 | 59.     |
| Sztafeta          | Casey Wright Ashleigh Spittle Ellie Phillips | —            | —            | —            | —            | —         | —         | 50:00,7 | 14.     |

#### Konkurencja mieszana
| Konkurencja      | Zawodnicy                        | Półfinały | Półfinały | Finały | Finały  |
| Konkurencja      | Zawodnicy                        | Czas      | Miejsce   | Czas   | Miejsce |
| ---------------- | -------------------------------- | --------- | --------- | ------ | ------- |
| Sprint drużynowy | Nick Montgomery Casey Wright     | 20:21,79  | 15.       | NQ     | 30.     |
| Sprint drużynowy | Jackson Bursill Ashleigh Spittle | 21:26,96  | 19.       | NQ     | 37.     |

### Łyżwiarstwo figurowe
- Andrew Dodds
- Jordan Dodds
- Mark Webster

| Konkurencja      | Zawodnik     | Program krótki | Program krótki | Program dowolny | Program dowolny | Suma   | Suma    |
| Konkurencja      | Zawodnik     | Punkty         | Miejsce        | Punkty          | Miejsce         | Punkty | Miejsce |
| ---------------- | ------------ | -------------- | -------------- | --------------- | --------------- | ------ | ------- |
| Program solistów | Andrew Dodds | 52,50          | 21.            | 77,67           | 24.             | 130,17 | 24.     |
| Program solistów | Jordan Dodds | 41,41          | 31.            | NQ              | NQ              | 41,41  | 31.     |
| Program solistów | Mark Webster | 47,66          | 27.            | NQ              | NQ              | 47,66  | 27.     |

### Narciarstwo alpejskie

#### Mężczyźni
- Tom Lewis
- John Morrison

| Konkurencja   | Zawodnik      | Zjazd 1. | Zjazd 1. | Zjazd 2. | Zjazd 2. | Suma    | Miejsce |
| Konkurencja   | Zawodnik      | Czas     | Miejsce  | Czas     | Miejsce  | Suma    | Miejsce |
| ------------- | ------------- | -------- | -------- | -------- | -------- | ------- | ------- |
| Supergigant   | Tom Lewis     | 1:31,92  | 56.      | —        | —        | 1:31,92 | 56.     |
| Supergigant   | John Morrison | DNF      | DNF      | —        | —        | DNF     | –       |
| Slalom gigant | Tom Lewis     | DNS      | DNS      | NQ       | NQ       | DNS     | –       |
| Slalom gigant | John Morrison | 59,42    | 66.      | 56,84    | 51.      | 1:56,26 | 54.     |
| Slalom        | Tom Lewis     | 55,86    | 46.      | 56,53    | 41.      | 1:52,39 | 43.     |
| Slalom        | John Morrison | DNF      | DNF      | NQ       | NQ       | DNF     | –       |

#### Kobiety
- Toni Hodkinson

| Konkurencja   | Zawodniczka    | Zjazd 1. | Zjazd 1. | Zjazd 2. | Zjazd 2. | Suma    | Miejsce |
| Konkurencja   | Zawodniczka    | Czas     | Miejsce  | Czas     | Miejsce  | Suma    | Miejsce |
| ------------- | -------------- | -------- | -------- | -------- | -------- | ------- | ------- |
| Slalom gigant | Toni Hodkinson | 1:06,72  | 59.      | 1:04,08  | 48.      | 2:10,80 | 49.     |
| Slalom        | Toni Hodkinson | DNF      | DNF      | NQ       | NQ       | DNF     | –       |

### Narciarstwo dowolne
- Toni Hodkinson

| Konkurencja     | Zawodnik       | Kwalifikacje | Kwalifikacje | Miejsce końcowe |
| Konkurencja     | Zawodnik       | Czas         | Miejsce      | Miejsce końcowe |
| --------------- | -------------- | ------------ | ------------ | --------------- |
| Skicross kobiet | Toni Hodkinson | 52,74        | 6.           | 5.              |

### Short track
- Nathanial Henry

| Konkurencja         | Zawodnik        | Preeliminacje | Preeliminacje | Eliminacje | Eliminacje | Ćwierćfinał | Ćwierćfinał | Półfinał | Półfinał | Finał | Finał   | Miejsce |
| Konkurencja         | Zawodnik        | Czas          | Pozycja       | Czas       | Pozycja    | Czas        | Pozycja     | Czas     | Pozycja  | Czas  | Pozycja | Miejsce |
| ------------------- | --------------- | ------------- | ------------- | ---------- | ---------- | ----------- | ----------- | -------- | -------- | ----- | ------- | ------- |
| Bieg na 500 metrów  | Nathanial Henry | 1:22,425      | 3. adv        | 41,668     | 4.         | NQ          | NQ          | NQ       | NQ       | NQ    | NQ      | 24.     |
| Bieg na 1000 metrów | Nathanial Henry | 1:28,398      | 3.            | NQ         | NQ         | NQ          | NQ          | NQ       | NQ       | NQ    | NQ      | 27.     |
| Bieg na 1500 metrów | Nathanial Henry | —             | —             | 2:27,742   | 4.         | NQ          | NQ          | NQ       | NQ       | NQ    | NQ      | 27.     |

### Snowboard
- Chrisy Richardson
- Amanda Taylor

| Konkurencja              | Zawodniczka       | Kwalifikacje | Kwalifikacje | Miejsce końcowe |
| Konkurencja              | Zawodniczka       | Czas         | Pozycja      | Miejsce końcowe |
| ------------------------ | ----------------- | ------------ | ------------ | --------------- |
| Snowboardcross           | Amanda Taylor     | 50,75        | 9. Q         | 11.             |
| Slalom gigant równoległy | Chrisy Richardson | 1:46,94      | 22.          | 22.             |